# I tre mariti
I tre mariti è una farsa in un atto del compositore Giuseppe Mosca su libretto di Gaetano Rossi.
Nota anche come La moglie di tre mariti, l'opera fu rappresentata per la prima volta il 27 dicembre 1811 al Teatro San Moisè di Venezia.
La farsa fu musicata anche da Gustavo Carulli (1801 - 1876), "da rappresentarsi nell'I.R. Teatro alla Scala di Milano la quaresima dell'anno 1825", come recita il libretto pubblicato a Milano "per Nicolò Bettoni" nel 1825.